# Luhamaa
Luhamaa je nevelká oblast v obci Rõuge  v jihovýchodním Estonsku na ruské hranici. Prochází tudy evropské silnici E77
(silnice ze Pskova do Rigy) a je zde hraniční přechod.
Obec Luhamaa byla zrušena v roce 1997 rozdělením území mezi vsi Hindsa, Määsi a Pruntova. Hraniční přechod se oficiálně nachází na území vesnice Lütä.
Důstojník estonské kontrašpionáže Eston Kohver byl 5. září 2014 z přechodu unesen pod hrozbou namířenou zbraní. Byl ve službě s úkolem bránit přeshraniční trestné činnosti. Únosci vyřadili z činnosti spojovací prostředky a použili dýmovnice. Uneseného důstojníka převezli do Ruska. Ve stejný den později ruská Federální služba bezpečnosti (FSB) potvrdila odpovědnost, avšak tvrdila, že Kohver byl zadržen na ruském území.

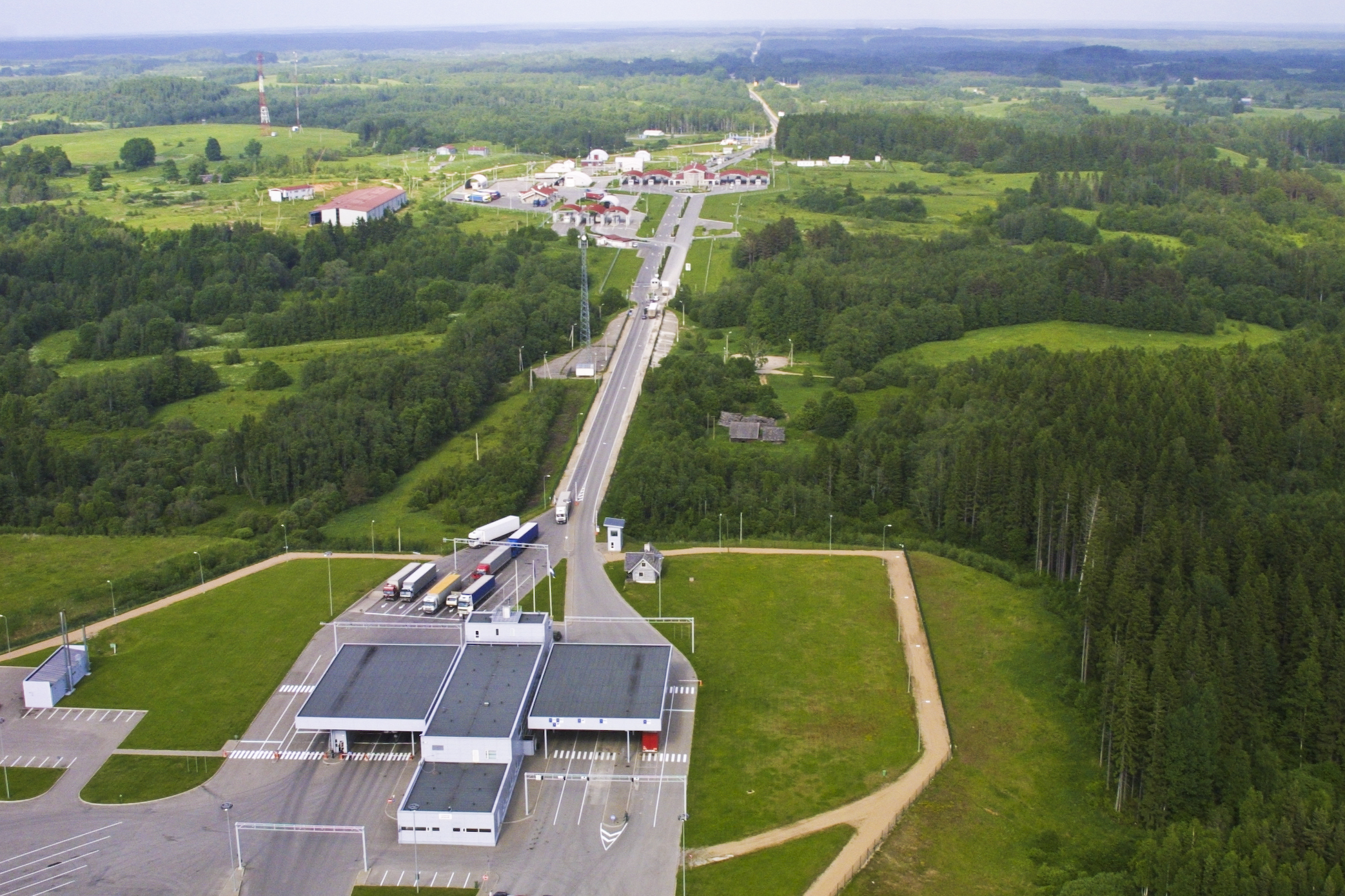
Hraniční přechod Luhamaa